# Anahuac
Anahuac város az USA Texas államában. Lakosainak száma 1980 fő (2020. április 1.).

## Népesség
A település népességének változása:
| Lakosok száma | 2210 | 2243 | 1980 |
|               | 2000 | 2010 | 2020 |